# Mała Zbrojownia w Gdańsku
Mała Zbrojownia – zabytkowy budynek dawnego arsenału, znajdujący się na Starym Przedmieściu w Gdańsku.

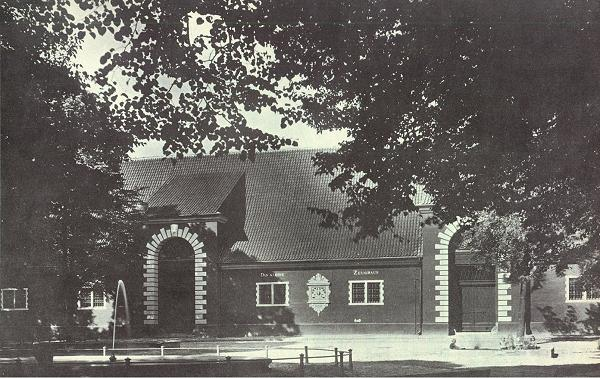
Mała Zbrojownia, ok. 1900

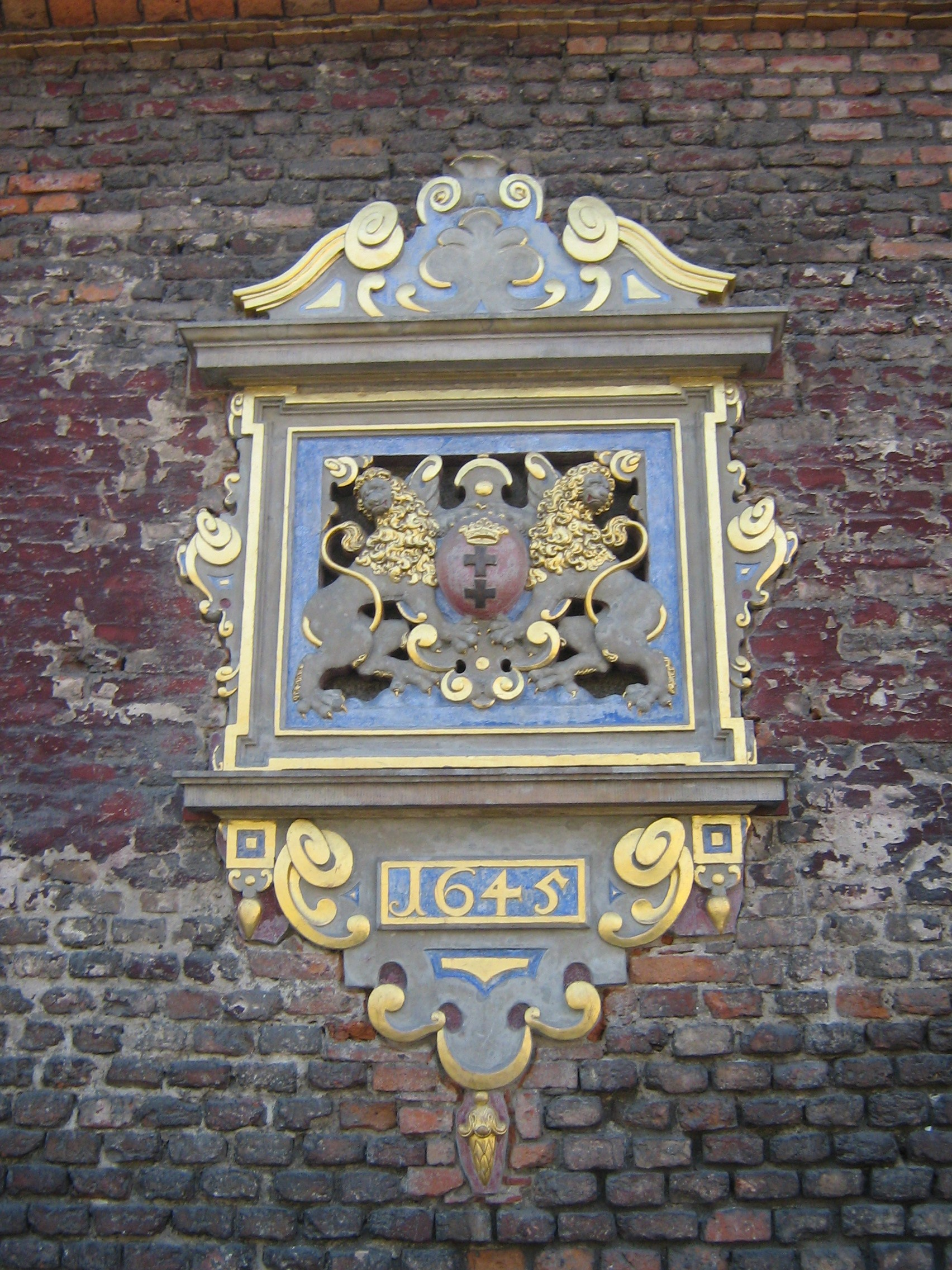
Herb Gdańska na fasadzie Małej Zbrojowni

## Historia
Mała Zbrojownia powstała w trakcie budowy południowego ciągu fortyfikacji Gdańska (w latach 1643–1645), jako magazyn ciężkich dział i moździerzy dla pobliskich bastionów, jej celem było odciążenie Wielką Zbrojownię. Autorem arsenału był architekt Jerzy Strakowski.
Na parterze, w przedzielonej słupami hali, gromadzono żelazne i spiżowe działa oraz moździerze. W razie zagrożenia można je było, poprzez cztery bramy, przetransportować na zewnątrz. Na piętrze przechowywano pistolety, strzelby i siodła dla rajtarii, które można było przekazywać bezpośrednio na plac przez wielkie okna.
Budynek został zniszczony w trakcie działań wojennych w 1945 roku, po odbudowie przez wiele lat wykorzystywany był jako hala garażowa miejskiego przedsiębiorstwa taksówkowego. W 1993 przejęła go Akademia Sztuk Pięknych w Gdańsku. Mieści się tu Wydział Rzeźby.